# Phyllonorycter celtisella
Phyllonorycter celtisella là một loài bướm đêm thuộc họ Gracillariidae. Nó được tìm thấy ở Ontario và Hoa Kỳ (bao gồm Connecticut, Illinois, Kentucky, Ohio và Texas).

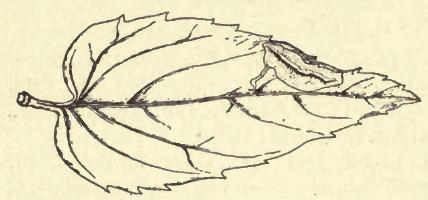
Mine

Ấu trùng ăn Celtis species, bao gồm Celtis occidentalis. Chúng ăn lá nơi chúng làm tổ. 